# Table violon
Ne doit pas être confondu avec la table du violon, c'est-à-dire la partie supérieure de l'instrument.

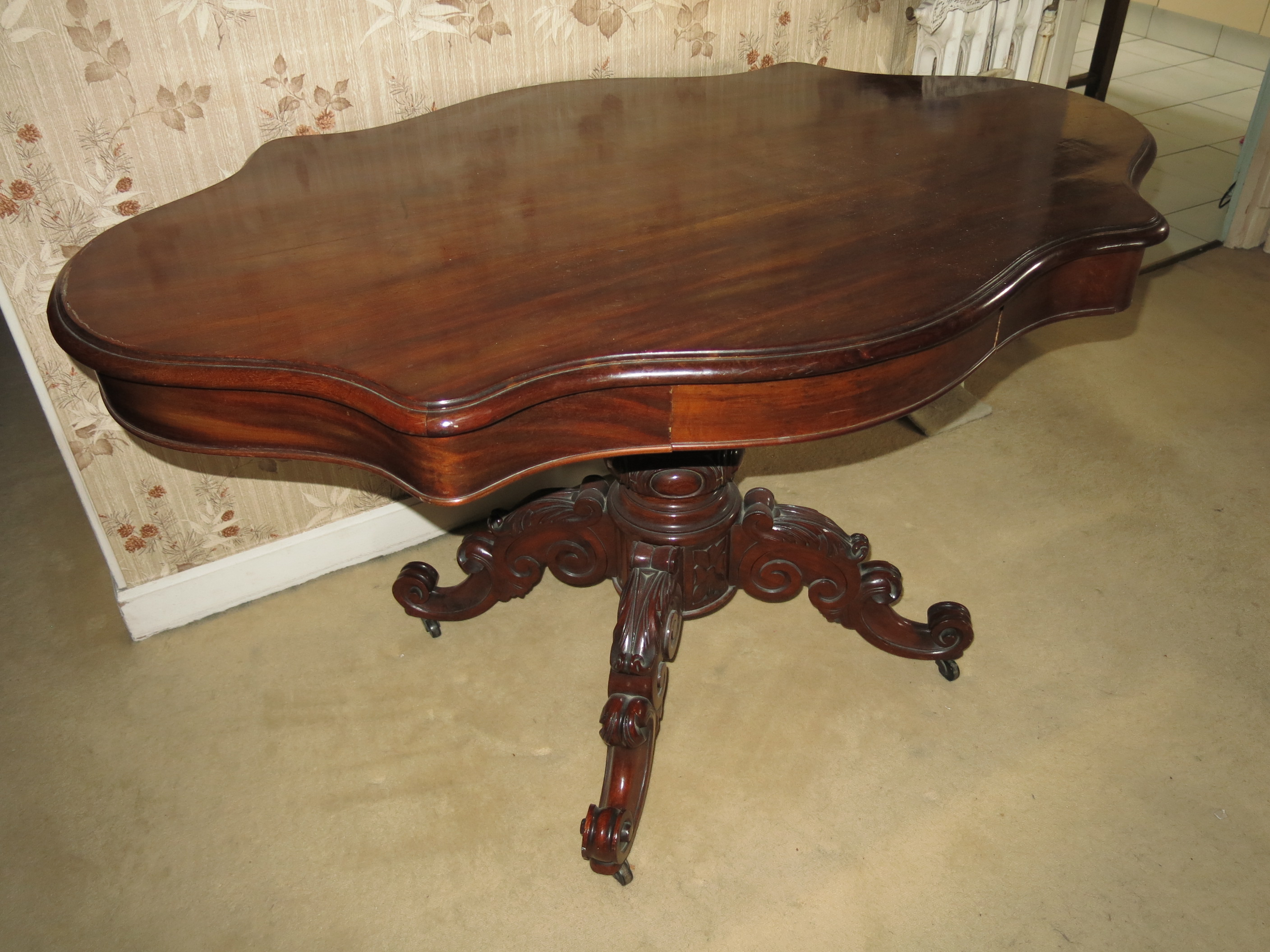

Une table violon est une table caractérisée par les courbes de son plateau qui lui donnent l'allure  d'un violon.
Le plateau d'une table violon présente plusieurs courbes convexes ou concaves respectant une double symétrie. En général, la table pivote autour d'un fut cylindrique sculpté, porté par trois ou quatre pieds également sculptés et munis de roulettes. La table comporte deux tiroirs discrètement intégrés au plateau.
Leurs dimensions sont de l'ordre de 160 cm de long et 115 cm de large. Elles sont souvent en noyer, parfois en acajou.
Elles sont parfois équipées de rallonges avec des pieds rétractables permettant d'accueillir jusqu'à seize personnes.
Ces tables relèvent du style de meubles Napoléon III.

## Galerie
|  |
|  |

|  |
|  |

|  |
|  |

|  |
|  |

|  |
|  |